# 索哈内
51°11′40″N 34°19′23″E / 51.19444°N 34.32306°E
索哈内（烏克蘭語：Сохани）是位於烏克蘭東北部的村莊，由蘇梅州蘇梅區的比洛皮利亞市鎮負責管轄。該村距離希里内1.5和比洛皮利亞2公里，海拔高度156米，2001年人口4。